# Travnik (gmina Loški Potok)
Travnik – wieś w Słowenii, w gminie Loški Potok. W 2018 roku liczyła 268 mieszkańców.